# Buettner Peak
Der Buettner Peak ist ein Nebengipfel des Mount-Murphy-Massivs im westantarktischen Marie-Byrd-Land. Er ragt auf halbem Weg aus der Nordwand des Roos-Gletschers im nordwestlichen Teil des Massivs auf.
Der United States Geological Survey kartierte ihn anhand eigener Vermessungen und Luftaufnahmen der United States Navy aus den Jahren von 1959 bis 1966. Das Advisory Committee on Antarctic Names benannte ihn 1976 nach Robert J. Buettner (1914–1975), der für das Logistikunternehmen Holmes & Narver aus Los Angeles von 1969 bis 1974 bei fünf Kampagnen im Rahmen des United States Antarctic Program in Antarktika tätig war.